# Carl Michael Bellman
Carl Michael Bellman (Stoccolma, 4 febbraio 1740 – Stoccolma, 11 febbraio 1795) è stato un poeta e compositore svedese, figura centrale delle canzoni tradizionali e della letteratura del suo paese e scandinava.

## Biografia

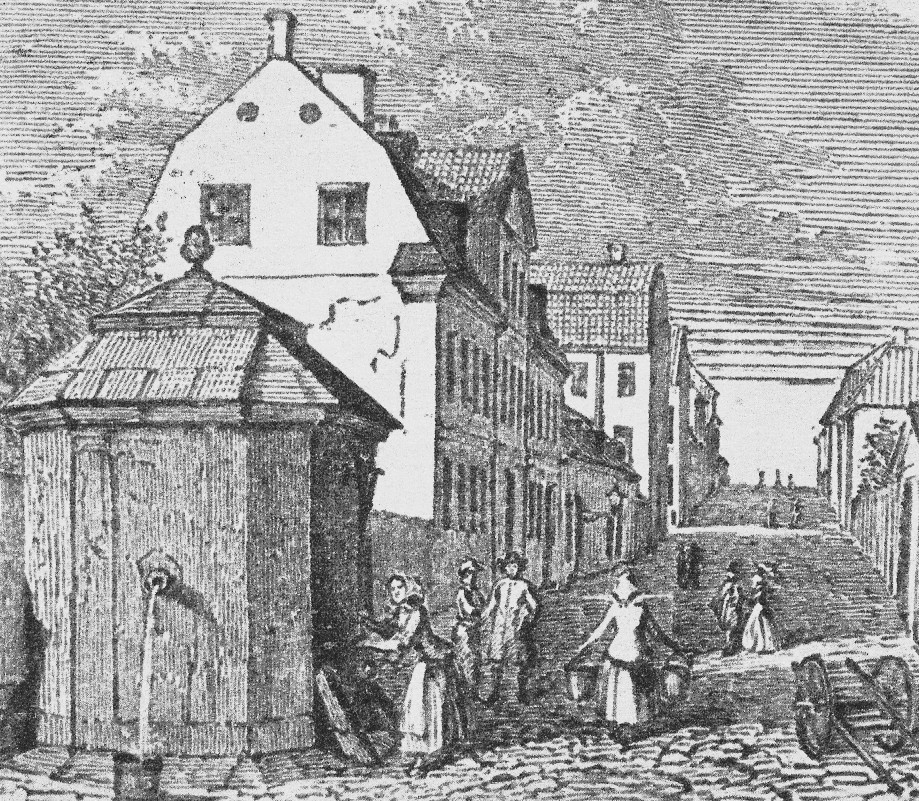
La casa di nascita di Bellman a Södermalm

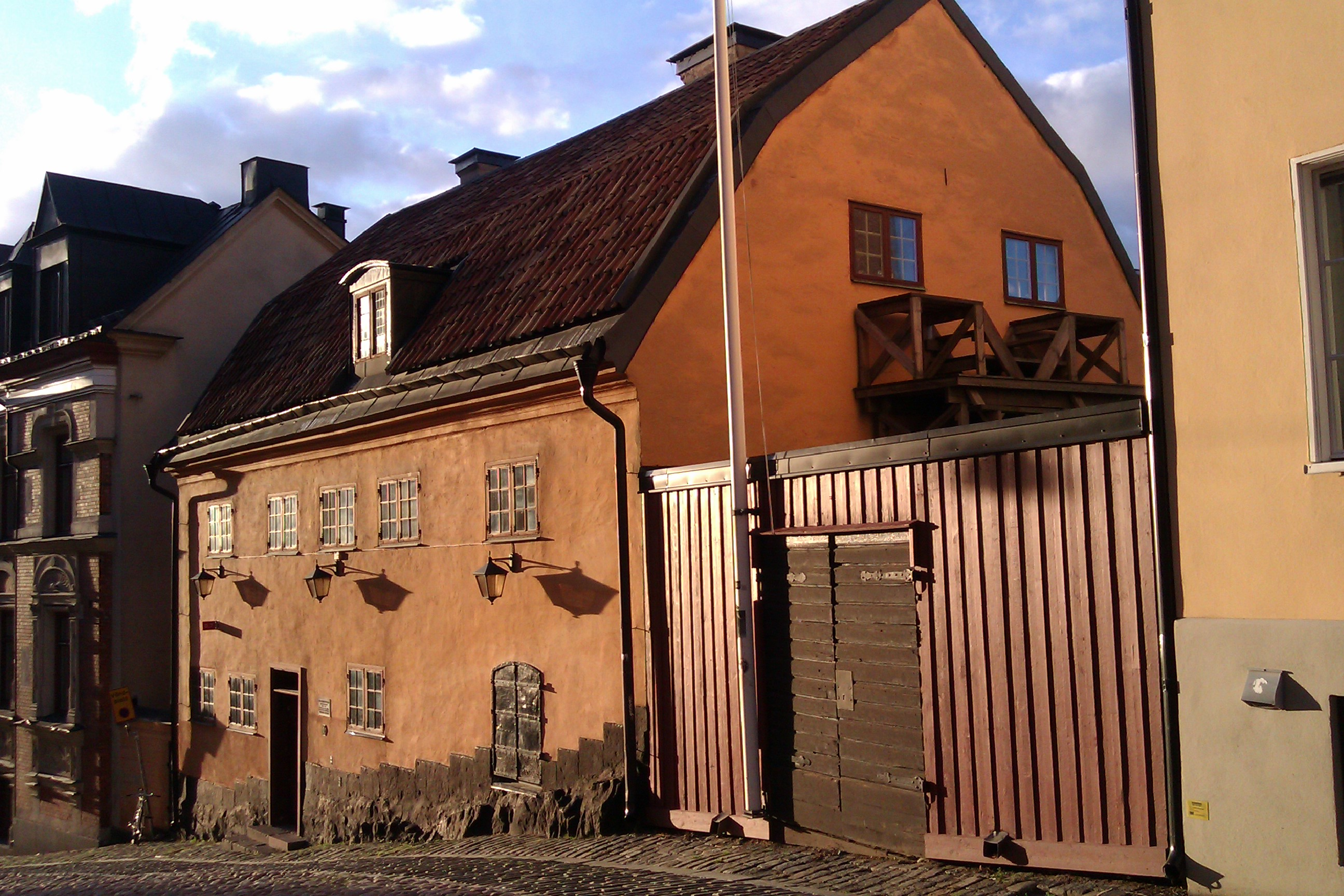
La casa di Bellman dal 1770 al 1774

Nacque in una famiglia borghese, figlio di Johan Arndt Bellman, un impiegato statale di origine tedesca, e di Catharina Hermonia, figlia del sacerdote della parrocchia locale di Maria. 
Da bambino fu educato principalmente da insegnanti privati: i suoi genitori nominarono un tutore che gli insegnò il francese, il tedesco, l'italiano, l'inglese e il latino. Lesse Orazio e Boileau; il tutore gli insegnò a scrivere poesie e a tradurre inni francesi e tedeschi. 
Frequentò l'Università di Uppsala, dove Linneo era professore di botanica.
Per il resto della sua esistenza abitò per lo più a Stoccolma, svolgendo l'incarico di piccolo funzionario regolarmente pressato da debiti, nonostante l'aiuto e la protezione dei regnanti Gustavo III di Svezia e Gustavo IV Adolfo di Svezia.
Si sposò ed ebbe quattro figli, ma la sua salute si mostrò piuttosto cagionevole, a causa di una tubercolosi, oltre che alla dedizione all'alcool e ad altri vizi.
Nel 1790, l'Accademia Svedese assegnò a Bellman il suo premio annuale Lundblad di 50 Riksdaler, per il pezzo letterario più interessante dell'anno.
Dopo l'assassinio del re all'opera di Stoccolma nel 1792, il sostegno per le arti liberali fu ritirato. Bellman, già in cattive condizioni di salute dall'alcolismo, andò in declino, bevendo sempre più pesantemente. Il suo bere contribuì molto probabilmente alla sua gotta, che lo infastidì gravemente nel 1790, oltre alla tubercolosi: la malattia aveva già ucciso sua madre e, nell'inverno del 1792, era gravemente malato.
Oltre ad essere malato, fu imprigionato, dopo aver lottato contro i debiti per tutta la sua vita, per un piccolo debito. L'11 febbraio 1795 morì nel sonno nella sua casa di Gamla Kungsholmsbrogatan. 
Fu sepolto nel cimitero di Klara senza lapide, in una posizione ora sconosciuta. L'Accademia svedese costruì un monumento commemorativo nel cimitero nel 1851.
Due sono le raccolte che lo resero famoso: i Fredmans sånger ("Canti di Fredman") ultimati nel 1772, pubblicati nel 1790 e le Fredmans epistlar ("Epistole di Fredman"), per le quali fu anche ispirato da Maria Kristina Kiellström nella creazione di un personaggio.
Bellman viene ritenuto uno dei più significativi poeti scandinavi e uno dei più originali del XVIII secolo in Europa, dato che le sue opere rappresentarono uno spartiacque fra gli ultimi sprazzi barocchi, arcadici pietistici e nuovi stili, forme, aspirazioni letterarie.
L'autore attribuì a Fredman, un orologiaio realmente esistito e morto a causa del vizio di bere bevande alcoliche, le strofe che ci introducono nel mondo turbolento di marinai, prostitute, musici di taverna, nel quale non mancano scene forti e piccanti, quali baccanali, risse, danze, scene sensuali e descrizioni di paesaggi. Lo stile complessivo delle strofe di Bellman appare incisivo e melodioso capace di includere espressività svariate, dall'espressionismo al verismo, e al rococò. Non mancano spunti tratti dalla mitologia greca e romana. Nelle sue opere convivono elementi sia popolari sia raffinati ed eleganti.
Tra i suoi personaggi emblematici si ricordano la sacerdotessa del tempio di Bacco e il caporale onnipresente in ogni festa e bevuta, tutti quanti alla prese con l'angoscia della morte, una delle tematiche ricorrenti dell'autore assieme all'amore, alla felicità dell'inebriamento, al qui e ora.
Le poesie di Bellman vennero musicate dall'autore stesso, che utilizzò temi folk in voga, frammenti di opere e di temi di compositori del suo tempo, tra i quali Gluck e Haydn.

## Traduzioni

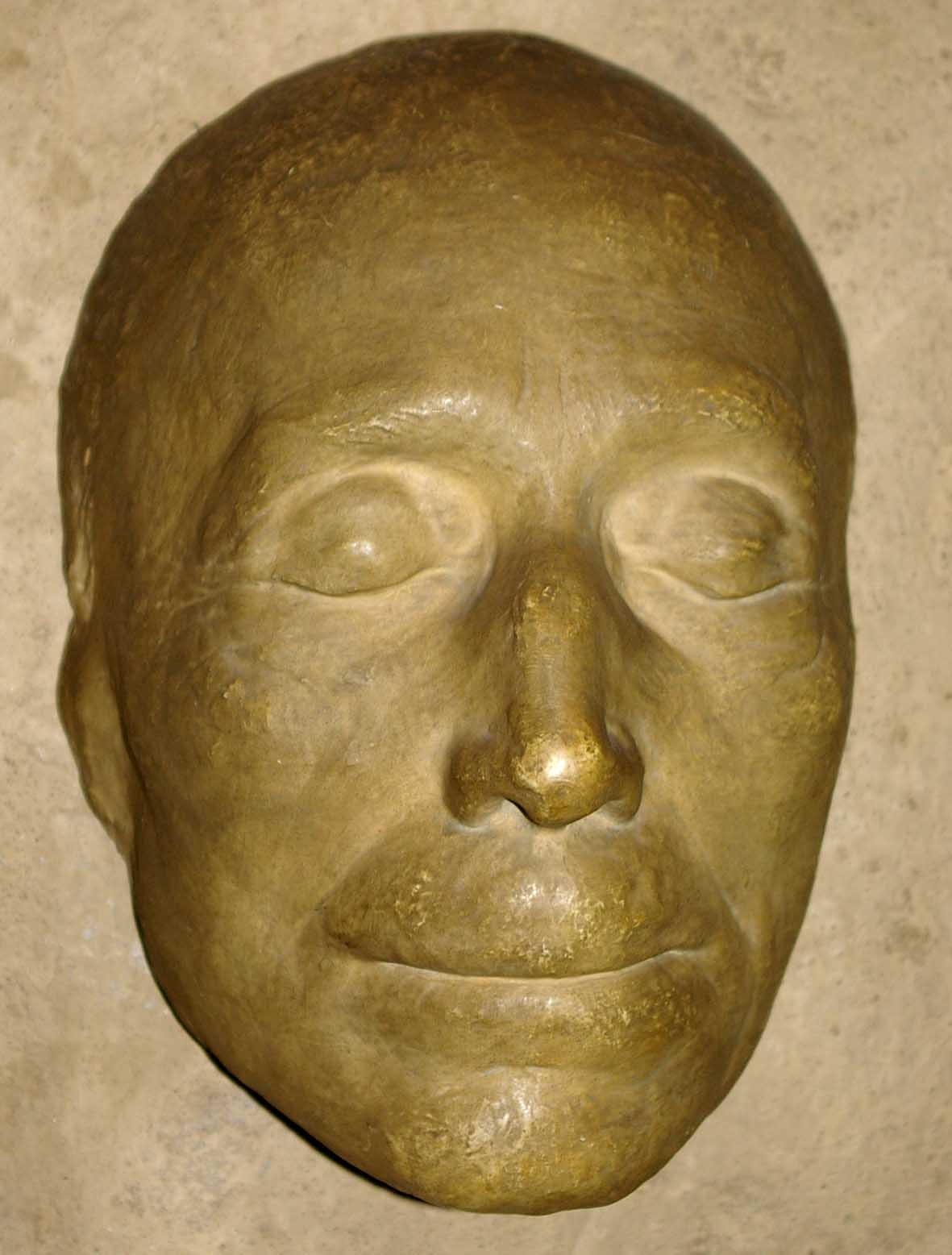
La maschera della morte di Bellman

Le canzoni di Bellman sono state registrate da artisti svedesi contemporanei, sia cantanti folk sia musicisti rock. Inoltre sono spesso utilizzate come musica corale e canti per feste popolari all'insegna del bere.
Bellman è stato tradotto in lingua inglese svariate volte, inclusa la versione più nota firmata da Paul Britten Austin, e inoltre sono state pubblicate varie traduzioni in lingua tedesca. Hans Christian Andersen fu il primo a tradurre Bellman nella lingua danese.
Non sono mancate le traduzioni di Bellman in lingua francese, in italiano, in finnico, in russo e in Yiddish.